# Metopius vittatus
Metopius vittatus là một loài tò vò trong họ Ichneumonidae.